# Mustafa Mijajlović
Mustafa Mijajlović (rođen kao Marjan Mijajlović) (Tuzla, SR Bosna i Hercegovina, 17. ožujka 1972.) je bosanskohercegovački športski komentator.
Karijeru je započeo na srbijanskom Sport Klubu. Kasnije prelazi na Hayat TV, zatim radi na Federalnoj televiziji. Proslavio se komentirajući utakmicu BiH - Belgija. Trenutno je komentator na FACE TV. U srpnju 2016. u džamiji u Baselu u Švicarskoj prelazi na islam te mijenja ime Marjan Mijajlović u Mustafa Mijajlović.